# 예인선

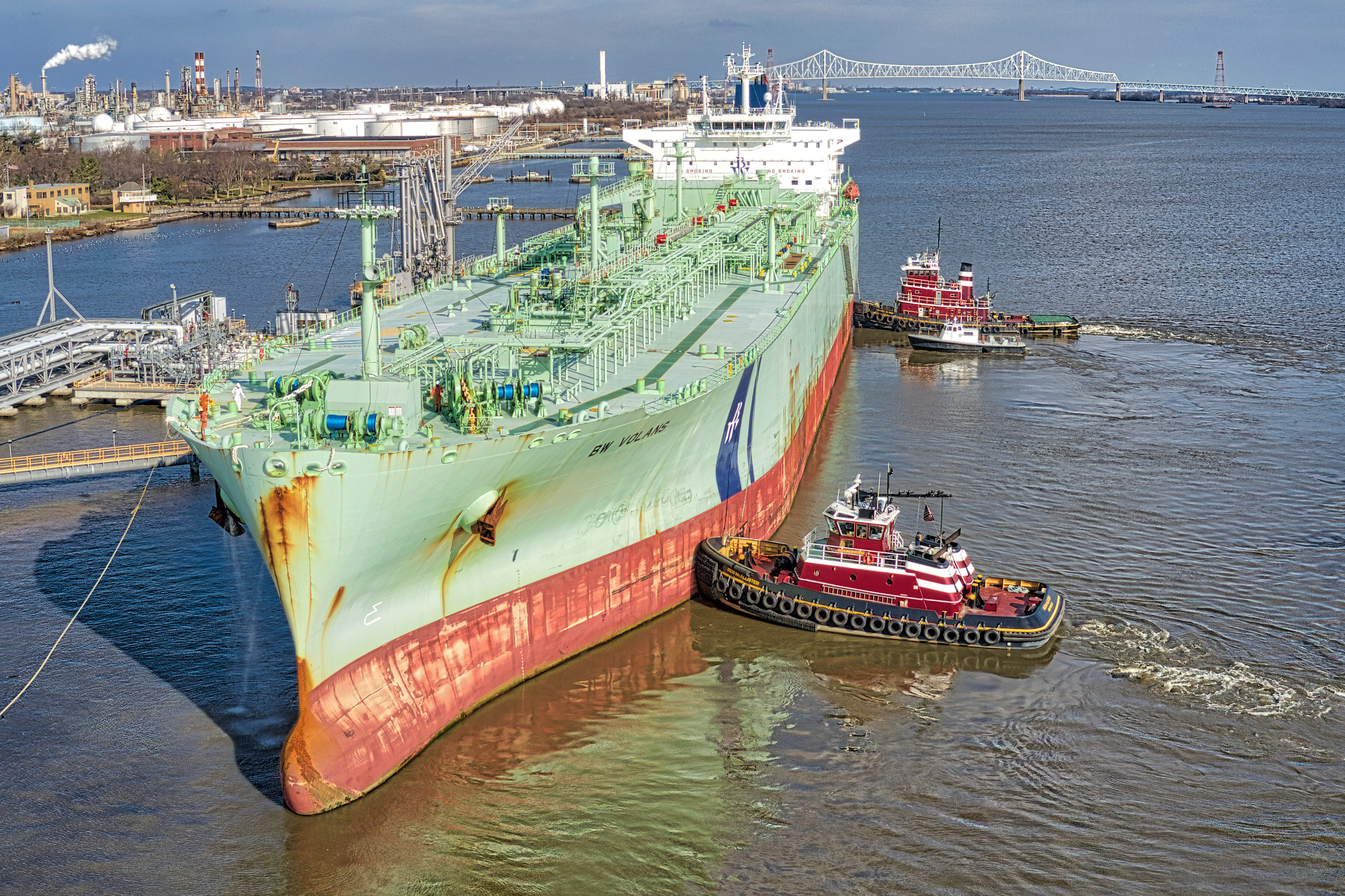

예인선 또는 터그보트는 다른 배를 밀거나 끌어서 조종하는 선박이다. 이 배들은 보통 붐비는 항구나 좁은 수로에 있는 배와 같이 스스로 잘 움직이지 못하는 배들이나 바지선, 석유 굴착용 플랫폼 등 아예 움직이지 못하는 선박을 예인한다. 일부는 해양을 다니며 일부는 쇄빙선이나 샐비지 예인선이다. 일부 모델은 증기 기관 모델이었으나 현대 모델은 디젤 엔진을 갖추고 있다.

## 같이 보기
- 도선사